# Джалапіта
«Джалапіта» — сюрреалістичний прозовий твір Емми Андієвської. Виданий вперше в Нью-Йорку в 1962 році, перевиданий в Україні у 2006 році львівським видавництвом «Піраміда». Твір був перекладений англійською, російською та французькою мовами. У книзі йдеться про якості та метаморфози доброго, гнучкого та наївного головного героя — Джалапіти, ім'я якого ймовірно походить із санскриту. Джалапіта також нагадує своїми якостями східні бачення святих чи богів.

## Цитати
- Справедливість це доброта, міряна на міліметри.
- Нікчемного й малого не існує.
- Мале руйнує велике.
- Джалапіта має тільки одну сталу прикмету: доброту, решта все плинне.
- Джалапіта винайшов сито, що, крізь нього пройшовши, лиха людина ставала доброю, але це сито з державних міркувань заборонили.